# Kraljeva zemlja
Kraljeva zemlja (tur. Vilayet-i Kiral), Kraljevina, ime je koje su Osmanlije nadjenuli za posjede Kotromanića, nakon što su ih osvojili, a kasnije se ime i proširilo.[nedostaje izvor] Zemljopisno obuhvaća predjele gornjeg toka rijeke Bosne uzvodno od Vranduka, istočno od Travnika i Maglaja. Veći dio područja se u prošlosti nazivao Vrhbosna, iako se istok Vrhbosne, sa župom Vrhbosnom pod vlašću plemića Pavlovića nazivao Zemljom Pavlovićâ.  
Osmanska vrela tako prvo nazivaju one dijelove Bosanskog Kraljevstva koji su do 1463. potpadali pod neposrednu vlast dinastije Kotromanića te koji su poslije rata 1463.–64. ostali pod osmanskom vlašću. Ime se poslije širilo i na rubne dijelove koje su Turci stekli do konca 15. st.
Ovaj dio franjevačke provincije Bosne Srebrene i prije osmanskih osvajanja pretrpio je stradanja i prvih godina po osvajanju (od 1463. do 1467.) bilo je stradanja samostana. Ali, zbog diplomatske mudrosti franjevaca katolički u Bosni imali su mirnijih narednih pedesetak godina.[nedostaje izvor]
Franjevački kustos fra Anđeo iz Vrhbosne (kasnije nazvani: Zvizdović) shvatio je prvi novu političku stvarnost te je osvajačkom sultanu netom po smaknuću Stjepana Tomaševića pristupio i zamolio ga da franjevci mogu slobodno ispovijedati svoju vjeru. Sultanu Mehmedu je taj čin dobrodošao kao sredstvo za izbjegavanje mogućih pobuna, pa je molbi udovoljio i izdao Ahdnamu.[nedostaje izvor]
Njome je sultan dopustio povratak izbjeglicama pred Turcima, franjevcima (time i katolicima) zajamčio toleriranje ispovijedanja vjere, osobnu slobodu i sigurnost imovine. Sljedećih pola stoljeća, dok se Turci nisu čvršće ukorijenili, od 1463. do 1514. bilo najmirnije od svih koje su franjevci proveli pod turskom vlašću. Veći progoni i tlačenja nisu tad zabilježena, Turci nisu previše dirali u katolike, a katolici nisu dizali veće pobune.[nedostaje izvor]
Prelazaka na islam bilo je malo. Ipak, područje oko gornjeg toka rijeke Bosne od tih vremena bilježi postupne etničke promjene.[nedostaje izvor] Usprkos sultanovu dopuštenju povratka izbjeglica, dio katolika iz Bosne izbjegao je trajno pred Turcima na zapad odnosno jug. Osvajanje je imalo danak i u prisilnom odvođenju katolika: dobar dio bio je zasužnjen i odveden kao roblje. Isto tako oko 1475. na područje dolazi iz istočne Hercegovine dio pravoslavnih Vlaha i naseljava se u sjevernu i sjeveroistočnu Bosnu, a druga skupina koju je činilo oko 800 vlaških obitelji naselilo je predio oko Maglaja, na planinu Ozren.
Feudalni posjedi Kotromanića i Kosača razgraničuju se u 15. stoljeću na planinama uz rijeku Neretvu od granica Komske župe do granica župe Rame. Sa sjeverne strane Ivan Sedla bio je posjed Kotromanića, Kraljevina,[nedostaje izvor] a s južne strane planine bio je posjed Kosača, stari Hum i Zahumlje, iz kojih će pod njima nastati Hercegovina. 